# Сеуканд Олександр Юрійович
Олекса́ндр Ю́рійович Се́уканд (нар. 6 грудня 1950, Москва, РРФСР) — український радянський хокеїст, український тренер, Заслужений працівник фізичної культури і спорту України.

## Життєпис
Олександр Сеуканд народився 6 грудня 1950 року в м. Москва.

### Кар'єра хокеїста
Олександр Сеуканд виступав за ХК «Крила Рад» (Москва). У 1972 році почав виступати за «Динамо», який у 1973 році був перейменований у ХК «Сокіл» (Київ). У вищій лізі СРСР за чотири сезони провів 63 матчі. Потім виступав за ХК «ШВСМ» (Київ), який тоді носив назву ХК «Червоний Екскаватор».

### Тренерська кар'єра
Клубна
Олександр Сеуканд тренував ХК «Сокіл» (Київ) у 1994—2011 роках. На чолі з Олександром Сеукандом клуб виступав у Міжнаціональній хокейній лізі, вищій лізі першості Росії (сезон 2007/08) та Східноєвропейській хокейній лізі.
У сезоні 2011-2012 років Олександр Сеуканд був до жовтня місяця головним тренером російського ХК «Капітан» (Ступіно).
У 2012 році Олександр Секуанд призначений головним тренером ХК «Компаньон-Нафтогаз» (Київ), який тренував три роки, вигравши золоті медалі Чемпіонату України 2014 року.
28 жовтня 2016 року призначений головним тренером ХК «Дженералз» (Київ) замість Вадима Шахрайчука, та вивів команду в плей-офф Української хокейної ліги.
У вересні 2017 року Олександр Секуанд очолив тренерський штаб новоствореного МХК «Динамо» (Харків)
Тренер збірної
У 1999 році став старшим тренером збірної України. Сеуканд допомагав Анатолію Богданову на Чемпіонатах світу та на Олімпійські ігри 2002 року. У 2003 році самостійно очолив збірну України. Під його керівництвом українська команда 4 роки грала на чемпіонаті світу в групі «А», однак потім вони вилетіли з класу найсильніших. У сезон 2007 році залишив посаду головного тренера збірної. У 2008 році знову очолив національну збірну. Однак, знову через рік був відправлений у відставку.